# أنيل داوان
أنيل داوان هو ممثل هندي، ولد في 27 نوفمبر 1950 بدلهي في الهند.

## وصلات خارجية
- أنيل داوان على موقع IMDb (الإنجليزية)
- أنيل داوان على موقع قاعدة بيانات الفيلم (الإنجليزية)